# Sour Soul
Sour Soul è un album collaborativo del rapper statunitense Ghostface Killah e del gruppo musicale BadBadNotGood, pubblicato nel 2015.
Su Metacritic ottiene un punteggio pari a 76/100. L'album è nominato al Polaris Music Prize nel 2015, senza vincere il premio.
| Recensione | Giudizio |
| ---------- | -------- |
| AllMusic   | [ 1 ]    |
| Billboard  | [ 3 ]    |
| Exclaim!   | [ 4 ]    |
| XXL        | [ 5 ]    |
| HipHopDX   | [ 6 ]    |
| Pitchfork  | [ 7 ]    |
| Q          | [ 2 ]    |
| NOW        | [ 2 ]    |
| RapReviews | [ 2 ]    |

## Tracce
1. Mono (instrumental) – 0:58
2. Sour Soul – 2:45
3. Six Degrees (featuring Danny Brown) – 3:40
4. Gunshowers (featuring Elzhi) – 3:03
5. Stark's Reality (instrumental) – 2:12
6. Tone's Rap – 2:58
7. Mind Playing Tricks – 2:37
8. Street Knowledge (featuring TREE) – 3:24
9. Ray Gun (featuring MF DOOM) – 3:07
10. Nuggets of Wisdom – 2:11
11. Food – 3:23
12. Experience (instrumental) – 2:37

## Classifiche settimanali
| Classifica (2015)         | Posizione massima |
| ------------------------- | ----------------- |
| Australia                 | 54                |
| Belgio (Fiandre)          | 196               |
| Stati Uniti               | 109               |
| US Independent Albums     | 12                |
| US Tastemaker Albums      | 12                |
| US Top Rap Albums         | 6                 |
| US Top R&B/Hip-Hop Albums | 9                 |
| US Vinyl Albums           | 5                 |